# In My Life (album, Judy Collins)
In My Life je šesté studiové album americké zpěvačky Judy Collins, vydané v listopadu roku 1966 hudebním vydavatelstvím Elektra Records. Nahráno bylo dříve v tomto roce ve studiu Sound Techniques v Londýně a jeho producentem byl Mark Abramson. V hitparádě popových alb časopisu Billboard se umístilo na 46. příčce. Album obsahuje výhradně písně jiných autorů, jako byli například Randy Newman, Bob Dylan nebo Donovan.

## Seznam skladeb
| Pořadí | Název                            | Autor                                       | Délka |
| ------ | -------------------------------- | ------------------------------------------- | ----- |
| 1.     | Tom Thumb's Blues                | Bob Dylan                                   | 5:03  |
| 2.     | Hard Lovin' Loser                | Richard Fariña                              | 2:37  |
| 3.     | Pirate Jenny                     | Marc Blitzstein, Bertolt Brecht, Kurt Weill | 4:02  |
| 4.     | Suzanne                          | Leonard Cohen                               | 4:21  |
| 5.     | La Colombe                       | Jacques Brel, Alasdair Clayre               | 5:03  |
| 6.     | Marat/Sade                       | Richard Peaslee                             | 5:33  |
| 7.     | I Think It's Going to Rain Today | Randy Newman                                | 2:46  |
| 8.     | Sunny Goodge Street              | Donovan                                     | 2:55  |
| 9.     | Liverpool Lullaby                | Stan Kelly-Bootle                           | 2:57  |
| 10.    | Dress Rehearsal Rag              | Cohen                                       | 5:19  |
| 11.    | In My Life                       | John Lennon, Paul McCartney                 | 2:53  |

## Obsazení
- Judy Collins – zpěv, kytara, klávesy
- Joshua Rifkin – aranžmá, dirigent
- další hudebníci, kteří na obalu alba nebyli uvedeni